# Within the Woods (película de 2005)
Within the Woods es una película de terror estadounidense de 2005 dirigida y escrita por Brad Sykes.

## Argumento
Un nuevo reality show invita a cinco almas valientes a pasar la noche en "Camp Blood", donde, hace años, más de una docena de personas fueron asesinadas por el infame "Payaso". Quienes permanezcan hasta el final en un plazo de veinticuatro horas se repartirán un millón de dólares. Para ahuyentar a los concursantes, los productores han preparado varios "sustos", así como contratado a alguien vestido como el payaso. Pero a medida que cae la noche, gritos de terror llenan los desolados bosques mientras un verdadero asesino sediento de sangre comienza a matar a los concursantes, uno por uno.

## Reparto
- Athena Demos como Model.
- Alex Gordon como El payaso.
- Janelle Herrera como Ingrid.
- Erin Holt como Kat.
- Phil Lander como Russ.
- Denise Lorraine como Mel.
- Stephanie Mathis como Jessica.
- Michael Singer como Rick.